# Георгій VII (цар Імереті)
Георгій VII (груз. გიორგი VII, ? — 22 лютого 1720) — цар Імеретії (1707–1711, 1712–1713, 1713–1716 та 1719–1720), позашлюбний син царя Олександра IV.

## Життєпис
Царевич Георгій виховувався при дворі картлійського царя Іраклія I. 1701 року після смерті свого старшого брата й імеретінського царя Симона, Георгій вирушив до Ахалцихе, де виховувався при дворі Ісак-паші.
1703 року турецький султан організував похід проти Георгія Абашидзе, який того часу правив в Імереті. Після тривалої боротьби новий султан наказав зупинити воєнні дії. Турецький полководець зажадав від Абашидзе, щоб той усиновив царевича Георгія, ставши його опікуном.
Георгія було призначено новим царем Імереті, але той злякався Абашидзе та сховався в Кутаїсі. Георгій одружився з Родам, дочкою колишнього картлійського царя Георгія XI.
1707 року змовники усунули від царського престолу Георгія Абашидзе та проголосили Георгія VII новим царем Імеретії. Останній зажадав від Абашидзе, щоб той відмовився від усіх царських земель та повернувся до своїх володінь.
1711 князі Георгій Ліпартіані, Шошота Еріставі, Бежан Дадіані та Зураб Абашидзе посадили на царський престол князя Мамію Гурієлі. Георгій VII утік з Імереті до Картлі. 1712 року в битві при Чхарі Георгій здобув перемогу над Мамією Гурієлі та повернув собі трон.
1713 вельможі Гурієлі, Дадіані, Абашидзе й Еріставі об'єднали свої сили та увійшли до Імеретії. У битві з заколотниками цар Георгій зазнав поразки та втік до Картлі. Мамія Гурієлі знову захопив царський трон.
У січні 1714 року Мамія Гурієлі помер, його син Георгій став новим князем Гурії. Навесні того ж року Георгій VII повернувся до Імереті та зайняв царський трон.
1716 року імеретинські мтавари за допомогою ахалциського паші Аслана усунули Георгія від влади. Паша посадив на трон в Кутаїсі гурійського князя Георгія Гурієлі, але той займав трон лише три місяці, не мав підтримки серед населення та невдовзі виїхав до Гурії. Після цього князі Абашидзе, Дадіані й Еріставі розділили царство між собою.
1719 Георгій VII повернувся зі Стамбула до Ахалцихе. Місцевий паша Исак надав йому своє військо, з яким у серпні того ж року Георгій зайняв Кутаїсі.
Навесні 1720 року мтавари Дадіані, Абашидзе й Еріставі змовились проти царя. До нього вирушив князь Симон Абашидзе, який мав його вбити. У квітні Симон запросив Георгія VII до себе на свято, під час якого царя було вбито.

## Родина
Георгій VII мав чотирьох дружин. 1703 року він одружився з Родам, дочкою царя Картлі Георгія XI, з якою розлучився 1712.
Того ж року він одружився вдруге — з дочкою князя Георгія Абашидзе, з якою розлучився за рік.
1714 одружився втретє — з Тамарою (померла того ж року), дочкою князя Папуни Чхеїдзе.
1716 року одружився з Тамарою Гурієлі (пом. 1741), дочкою князя Мамії V Гурієлі, від якої мав сина Георгія IX.
Також мав двох позашлюбних дітей:
- Олександра V й
- Мамуку.